# Episodi di A casa dei Loud (terza stagione)
La terza stagione della serie animata A casa dei Loud è andata in onda negli Stati Uniti d'America su Nickelodeon dal 19 gennaio 2018 al 7 marzo 2019.
In Italia è stata trasmessa in prima visione assoluta dall'11 giugno 2018 al 10 aprile 2019 su Nickelodeon,in chiaro è stata trasmessa in prima tv su Super! dal 2019 al 2020 
| n° | Titolo originale          | Titolo italiano           | Prima TV USA      | Prima TV Italia |
| -- | ------------------------- | ------------------------- | ----------------- | --------------- |
| 1  | Roadie to Nowhere         | La strada per il successo | 19 gennaio 2018   | 12 giugno 2018  |
| 1  | A Fridge Too Far          | La guerra degli avanzi    | 19 gennaio 2018   | 12 giugno 2018  |
| 2  | Selfie Improvement        | A caccia di like          | 26 gennaio 2018   | 13 giugno 2018  |
| 2  | No Place Like Homeschool  | A scuola dai Loud         | 26 gennaio 2018   | 13 giugno 2018  |
| 3  | White Hare                | Conigli e consigli        | 2 febbraio 2018   | 11 giugno 2018  |
| 3  | Insta-Gran                | Super nonna               | 2 febbraio 2018   | 11 giugno 2018  |
| 4  | City Slickers             | Tipi di città             | 9 febbraio 2018   | 14 giugno 2018  |
| 4  | Fool Me Twice             | Controfigure              | 9 febbraio 2018   | 14 giugno 2018  |
| 5  | Net Gains                 | Gioco di squadra          | 9 marzo 2018      | 2 luglio 2018   |
| 6  | Pipe Dreams               | Il bagno dei sogni        | 16 marzo 2018     | 3 luglio 2018   |
| 7  | Fandom Pains              | Sorelle fan               | 30 marzo 2018     | 3 luglio 2018   |
| 8  | Rita Her Rights           | Mamma in pausa            | 6 aprile 2018     | 3 luglio 2018   |
| 9  | Teachers' Union           | Ri-Unione insegnanti      | 13 aprile 2018    | 4 luglio 2018   |
| 10 | Head Poet's Anxiety       | Aspirante poetessa        | 4 giugno 2018     | 4 luglio 2018   |
| 11 | The Mad Scientist         | Lo scienziato pazzo       | 5 giugno 2018     | 12 luglio 2018  |
| 12 | Deal Me Out               | Troppo grandi per giocare | 6 giugno 2018     | 5 luglio 2018   |
| 13 | Friendzy                  | L'ospite vince sempre     | 7 giugno 2018     | 5 luglio 2018   |
| 14 | Tripped!                  | Viaggio miraggio          | 25 giugno 2018    | 11 luglio 2018  |
| 15 | Pasture Bedtime           | Notte in fattoria         | 26 giugno 2018    | 6 luglio 2018   |
| 15 | Shop Girl                 | La nuova Leni             | 26 giugno 2018    | 6 luglio 2018   |
| 16 | What Wood Lincoln Do?     | Bugie di legno            | 27 giugno 2018    | 3 ottobre 2018  |
| 17 | Ruthless People           | Fuga dalle termiti        | 28 giugno 2018    | 3 ottobre 2018  |
| 18 | Scales of Justice         | Squame di giustizia       | 20 luglio 2018    | 5 ottobre 2018  |
| 18 | Crimes of Fashion         | Crimini di moda           | 20 luglio 2018    | 5 ottobre 2018  |
| 19 | Breaking Dad              | Il nuovo papà             | 30 luglio 2018    | 7 ottobre 2018  |
| 20 | Absent Minded             | Un record perfetto        | 31 luglio 2018    | 6 ottobre 2018  |
| 21 | Gown and Out              | Fuori dal concorso        | 1º agosto 2018    | 7 ottobre 2018  |
| 22 | Be Stella My Heart        | Stella del mio cuore      | 2 agosto 2018     | 6 ottobre 2018  |
| 23 | House of Lies             | La casa delle menzogne    | 17 settembre 2018 | 7 gennaio 2019  |
| 23 | Game Boys                 | Game boys                 | 17 settembre 2018 | 7 gennaio 2019  |
| 24 | Sitting Bull              | Aspirante babysitter      | 18 settembre 2018 | 12 ottobre 2018 |
| 25 | The Spies Who Loved Me    | Spie per amore            | 19 settembre 2018 | 12 ottobre 2018 |
| 26 | Missed Connection         | Relazione a distanza      | 20 settembre 2018 | 12 luglio 2018  |
| 27 | Everybody Loves Leni      | Tutti amano Leni          | 9 ottobre 2018    | 8 gennaio 2019  |
| 28 | Middle Men                | Ragazzi delle medie       | 10 ottobre 2018   | 10 gennaio 2019 |
| 29 | Jeers for Fears           | Ore di paura              | 11 ottobre 2018   | 11 gennaio 2019 |
| 30 | Tea Tale Heart            | Bambole e tè              | 12 ottobre 2018   | 14 gennaio 2019 |
| 31 | The Loudest Thanksgiving  | Ringraziamento dai Loud   | 12 novembre 2018  | 15 gennaio 2019 |
| 32 | Really Loud Music         | Loud Music                | 23 novembre 2018  | 16 gennaio 2019 |
| 33 | Predict Ability           | Prevedibile e noioso      | 4 febbraio 2019   | 1º aprile 2019  |
| 34 | Driving Ambition          | Grandi ambizioni          | 5 febbraio 2019   | 1º aprile 2019  |
| 35 | Home of The Fave          | La casa dei preferiti     | 6 febbraio 2019   | 2 aprile 2019   |
| 36 | Hero Today, Gone Tomorrow | Momenti di gloria         | 7 febbraio 2019   | 2 aprile 2019   |
| 37 | Cooked!                   | Cucina da incubo          | 18 febbraio 2019  | 10 aprile 2019  |
| 38 | The Write Stuff           | Il club degli scrittori   | 4 marzo 2019      | 3 aprile 2019   |
| 39 | Racing Hearts             | Due cuori in gara         | 5 marzo 2019      | 3 aprile 2019   |
| 40 | Stage Plight              | Ansia da palcoscenico     | 6 marzo 2019      | 4 aprile 2019   |
| 41 | Antiqued Off              | Antiquariato e magia      | 7 marzo 2019      | 4 aprile 2019   |

## La strada per il successo
- Titolo originale: Roadie to Nowhere
- Diretto da: Kyle Marshall
- Scritto da: Bob Mittenthal

### Trama
Luna passa l'audizione per il concerto del liceo e scopre che il suo roadie, Chunk, era anche lui studente della sua stessa scuola, dove tutti (professori compresi) erano sicuri sarebbe diventato una rockstar. Luna notando quanto siano simili, inizia a essere preoccupata che potrebbe finire come lui: campando in un van e facendo l'assistente di un giovane rockettaro. Quindi, Luna decide di intraprendere un'altra carriera, cercando dei lavori seri, ma comunque legati alla musica (come la commessa in un negozio di musica o la DJ), ma continua a bruciare le sue occasioni dato il suo forte spirito rockettaro. Lisa, quindi, le consiglia di intraprendere un lavoro in dei settori più proficui, come nel campo degli alimentari, della salute e della tecnologia. Luna segue il consiglio della sorella e, grazie alla sua esperienza di montaggio audio, trova un lavoro come tecnica di computer. Felice, Luna va ad informare i professori che intende ritirarsi dal concerto del liceo, ma scopre sulla via il volantino della rock band di Chunk, che si esibirà stasera. Luna è sconvolta: era sicura che Chunk non avesse realizzato il suo sogno di diventare rockstar, ma il roadie le spiega che, sebbene la sua banda non abbia mai spiccato il volo, si diverte a suonare (inoltre spiega che non vive in un van come un fallito, semplicemente lo usa come letto per quando si deve svegliare presto). Luna, quindi, decide di continuare con il rock e, quella sera, si mette a suonare sul palco con il suo collega, ottenendo un grosso successo.

## La guerra degli avanzi
Quando uno dei fratelli Loud mette da parte un avanzo, di solito quello ha vita corta, non riuscendo a sopravvivere alle golose bocche degli altri. Quindi, dopo aver reso il frigo una trappola mortale per difendere i loro avanzi, i ragazzi giungono ad una conclusione: grazie a Lisa, il frigo è ora diviso in 11 sezioni colorate, una per fratello, così ognuno potrà tenersi il proprio avanzo. Intanto, Lynn Sr. sta per ricevere la visita del critico culinario Timothy McCole e, se adorerà la sua cucina, questa potrebbe essere la volta buona per avere l'investimento adatto per aprire il suo ristorante. Per la grande cena, Lynn Sr. compra diversi ingredienti e li mette in frigo, ma i fratelli, trovando del cibo intruso nella loro sezione, lo buttano via e il gatto lo mangia dal bidone. Realizzando di aver rovinato l'occasione del padre, i ragazzi tentano di farsi perdonare offrendo l'idea di servire a McCole gli avanzi delle sue squisite cene. McCole si gusta con molto piacere gli avanzi (considerando inoltre la rustica cena anche molto originale, rispetto ai sofisticati piatti che gli vengono sempre preparati). Papà Loud ottiene l'investimento, con grande gioia da parte della famiglia.

## A caccia di like
Lori ha una rivale sin dall'asilo: Carol Pingrey. In ogni loro competizione, Carol ha sempre vinto e, non potendone più, Lori decide di batterla scattando il miglior selfie e ottenendo più like di lei. Tuttavia, ogni foto che scatta, Carol ne posta una che scaturisce maggior successo, quindi, Lori decide di fare un selfie mentre è ad un picnic con Bobby, che chiama e gli ordina di venire subito all'autogrill a metà tra le loro città. Bobby arriva, ma Lori nota subito qualcosa che non va: la guancia di Bobby è gonfia. Il ragazzo spiega che quando l'ha chiamato stava facendosi rimuovere i denti del giudizio. Mortificata per aver disturbato il suo ragazzo per un'inezia quando lui stava soffrendo (cosa che a lui non disturba affatto), Lori capisce di aver esagerato e decide di fare un normale picnic, senza pensare al selfie o a Carol. Riportando al negozio gli oggetti usati per i selfie, Lori incappa in Carol e ne approfitta quindi per parlarle e dirle che non gli importerà se è la migliore fra le due. Ma Carol è stupita: lei ha sempre creduto che, tra di loro, la migliore fosse Lori. Ridendo della loro stupida competizione senza vincitori, le due suggellano la loro pace con un selfie condiviso.

## A scuola dai Loud
I fratelli Loud notano che Lola, ultimamente, non si prepara per la scuola: come Linc spiega alle altre, Lola studia a casa per poter avere più tempo da dedicare agli allenamenti per i concorsi di bellezza. Commentando che anche a loro non dispiacerebbe un po' di tempo extra da dedicare alle loro attiva extra-curricolari, quindi, chiedono a mamma Loud di studiare a casa. Rita accetta, ma dovranno dimostrare di saper fare i compiti a casa, altrimenti, tutti alla normale scuola. I ragazzi accettano, ma non vanno oltre la prima pagina di compiti, quindi, quando il giovedì sera si preparano per andare a dormire, scoprono con orrore che le interrogazioni e il controllo compiti vengono fatti il venerdì e non il sabato. Preoccupati, i fratelli chiedono aiuto a Lola, che a malavoglia li aiuta. Sfortunatamente, alla verifica di domani, Lola, non avendo dormito bene, è l'unica a non passare e sarà costretta a tornare alla normale scuola. Dispiaciuti, i ragazzi rivelano la verità ai genitori e che sono disposti a pagare al posto di Lola. I genitori accettano le condizioni e Lola ringrazia i fratelli.

## Conigli e consigli
Lincoln si sta preparando per incontrare una nuova ragazza e, armato di gel per capelli, occhiali scuri e una giacca in pelle, sta per uscire, ma viene fermato dalle sorelle, intenzionate ad aiutarlo. Ricordando perfettamente come è stato ripagato il loro aiuto con Ronnie Anne (per quanto avesse funzionato, alla fine), Lincoln scappa nel vicino boschetto in attesa del bus. Aspettando, Lincoln vede un coniglio venire inseguito dalle 25 sorelle e, oltre all'essere scioccato che esista qualcuno più sfortunato di lui, sbatte la testa contro un ramo e inizia a sognare di essere quel coniglio, Warren e di essere assillato dalle 25 sorelle per lo stesso suo problema. Dopo averlo acchiappato, le sorelle gli consigliano di lasciar stare gli occhiali e la giacca e di essere sé stesso all'appuntamento con la nuova coniglietta, ma Warren fa un errore dietro l'altro e manda all'aria l'appuntamento. Lincoln si sveglia e nota il coniglietto fare una buona impressione con la coniglietta, supportato dalle sorelle. Capendo che forse dovrebbe dare retta alle sue sorelle, Lincoln torna e accetta i loro consigli, facendo colpo sulla nuova ragazza, tale Stella Zhau.
Nota: Questo episodio è basato sull'idea originale dello show: una famiglia di conigli composta da 25 sorelle e un solo maschio.

## Super nonna
Il nonno Albert porta a casa Loud la sua nuova fidanzata, Myrtle. All'inizio sono tutti entusiasti di lei, ma dopo iniziano a rendersi conto che è molto ingombrante e invasiva: grazie a lei, Lucy si ritrova la sua parte di stanza rosa, Lisa manda a monte un importante diretta ad una congrega scientifica, Lincoln si ritrova con una capigliatura a scodella e presto la privacy dei ragazzi è a rischio dopo che questi notano nella sua agenda tutti i giorni segnati con le loro attività. Non potendone più, i ragazzi, ricordandosi di come il nonno abbia detto che ha vinto l'amore di Myrtle battendo un certo Seymour, fanno una fotografia ai due e la ritoccano in modo che sembri che Myrtle e Seymour si stiano baciando. Dopo aver recapitato la foto alla stanza del nonno, gli altri ragazzi vengono intercettati da Myrtle che crede siano venuti al suo compleanno, al quale non c'è nessuno: Myrtle spiega che il fatto che ha scelto di fidanzarsi con Albert e perché lui aveva una cosa che lei non ha mai potuto avere, una grande famiglia. Realizzando il loro errore, i ragazzi pongono rimedio rivelando la verità al nonno (che era ad un passo dal picchiare Seymour). Nonno Loud li perdona e, avendo saputo anche il perché l'abbiano fatto, convince Myrtle a passare del tempo con i nipoti la domenica e non tutti i giorni.

## Tipi di città
Lincoln e Lori vanno per il weekend a Great Lakes City per far visita ai Casagrande e chiedono, l'una a Bobby e l'altro a Ronnie Anne, di portarli a fare un giro in città. Bobby non può fare da guida a Lori, impegnato alla bodega, ma Lori non se la prende e decide di visitare la città da sola, definendosi "una ragazza di città", così da potersi allenare quando si trasferirà lì. Intanto, Ronnie Anne, fa da guida a Lincoln, ma incappa nei suoi amici, Nikki, Sameer e Casey, a cui ha detto di essersi trasferita dal centro della metropoli e non da una piccola città come Royal Woods, nascondendo le sue origini agli amici per sembrare più dura. Lincoln se ne accorge e se la prende sul personale e, dopo un'accesa discussione, Ronnie Anne rivela la verità e i suoi amici non se la prendono affatto. Lori, intanto, ogni passo che fa finisce sempre in un guaio: si perde, si sporca, non riesce a ottenere l'attenzione dei taxi e casca pure in un tombino. Bobby la consola, dicendogli che neanche lui ha avuto vita facile quando si è trasferito e, qualunque problema le ponga la città, non sarà nulla che non possano superare assieme.

## Controfigure
È il 31 marzo. Tutti i Loud (meno Luan) si riuniscono in un parcheggio fuori città per discutere su come sopravvivere all'imminente Pesce d'Aprile, quando notano che, proprio lì stanno girando un film e il protagonista è la copia sputata (e più affascinante) di papà Loud. Ai Loud sovviene un'idea e chiedono all'attore di sostituirsi a loro, assieme ad altre controfigure, e di subire le trappole di Luan. Le controfigure accettano e, dopo una veloce istruzione, nella notte i Loud si nascondono in garage, dove monitoreranno la situazione da telecamere nascoste, e vengono sostituiti dalle controfigure. Tuttavia le cose vanno molto male: Luan, hackerando le telecamere, rivela di aver già anticipato il loro piano, di averli rinchiusi in garage e di aver pagato le loro controfigure per metterli in imbarazzo davanti ai loro conoscenti: il sosia di Lincoln si mette a corteggiare la maestra Agnes Johnson, la sosia di Lola cede la sua corona alla sua rivale Lindsay Sweetwater, la sosia di Leni si è pettinata male e mostra fieramente la sua acconciatura permanente alle sue amiche, la sosia di Luna si mette a suonare la polka davanti alla sua band, la sosia di Lana si disgusta davanti ad un lombrico, la sosia di Lynn perde contro un secchione a Tetherball, la sosia di Rita consegna il suo incompleto manoscritto all'editore, la sosia di Lisa è messa in imbarazzo davanti al simposio dei cervelloni quando presenta la figura di un gatto come scoperta, la sosia di Lucy mostra a tutti i suoi occhi, il sosia di Lynn Sr. perde ad un facilissimo quiz sull'Inghilterra e la sosia di Lori la mette in imbarazzo davanti a Bobby. Non è rimasta che una cosa da fare per i Loud: quando Luan torna a casa, trova la famiglia impegnata mentre carica scatoloni su un furgone e la casa messa in vendita. Luan, disperata, prega alla famiglia di restare, promettendo di sistemare tutto, ma non c'è nulla da fare. Solo quando Luan promette di non fare più scherzi di simili proporzioni, la famiglia le grida: "Pesce d'aprile". Luan si tranquillizza e si complimenta con la famiglia per il grande scherzo, il quale non è ancora finito: gli scatoloni messi sul furgone appena partito erano vuoti, eccetto quelli con la roba di Luan.

## Gioco di squadra
A Lynn manca solo di vincere il campionato di basket per raggiungere il suo obiettivo personale, ma quest'anno saranno gli sponsor a scegliere i nuovi atleti, così Flip e la sua squadra, le Snack di Carne, si prendono Lynn. Lynn non può certo mancare di notare che la sua squadra è un disastro (una di loro gioca pure con la stampella), ma Lynn, pur di raggiungere il suo obiettivo, tenta di migliorare le sue compagne, ma dopo un fallito tentativo opta per una strategia più semplice: loro le passeranno la palla e lei farà i punti. Sfortunatamente, questa strategia dura solo una partita e, nella seconda, le avversarie hanno trovato una perfetta controstrategia e, con il fatto che Lynn non intende permettere alle compagne di segnare, perdono la seconda partita. Lynn, quindi, decide di ricercare nuove giocatrici per la squadra, trovando due abili atlete della vicina città, ma quando Lynn si accorge che le nuove atlete stanno facendo esattamente come lei alla precedente partita, realizza dove ha sbagliato e chiede alle sue compagne scusa per averle ignorate nonostante fossero una "squadra". Le ragazze la perdonano e, sebbene perdano il campionato, almeno hanno giocato come una squadra.

## Il bagno dei sogni
Con tredici persone che coabitano nella stessa casa, quando qualcuno deve andare in bagno è sempre un'impresa. Rita e Lynn Sr. se ne accorgono e, dopo averci pensato su (e dopo aver visto come è ridotto il bagno dopo che undici ragazzi l'hanno usato), decidono di costruirsi un proprio bagno nell'ala dedicata al loro guardaroba. Con un po' di astuzia e fatica, i coniugi Loud riescono nell'impresa senza farsi scoprire dai ragazzi. Il bagno rimane segreto, ma quando gli animali, entrandoci e interagendo con alcuni oggetti fanno credere a Rita e Lynn che sono stati scoperti, applicano diversi lucchetti alle porte, ma quando, più tardi, i due usano il bagno, si chiudono accidentalmente dentro a chiave e un rubinetto si apre, allagando la stanza. I ragazzi riescono a sfondare la porta e salvare i genitori, anche se ora pretendono spiegazioni: i coniugi Loud sputano il rospo e i ragazzi non se la prendono, perdonandoli e capendoli perfettamente.

## Sorelle fan
Lucy è appassionata di uno show vampiresco, "I vampiri di Malinconia", ed è l'unica Loud a guardarlo. Tuttavia, con la nuova stagione, giungono anche due nuove spettatrici: Lori e Leni, attratte da un nuovo personaggio impersonato da un affascinante attore, Tristan, il pronipote umano e moderno del vampiro Edwin. Lucy non va matta nell'avere due fastidiose cospettatrici (oltre che un fastidioso nuovo personaggio nel suo show) e tenta di dissuaderle a non guardare lo show tentando prima di spingerle nell'eseguire i "riti dei fan" (truccarsi da vampiro, stare appesi sottosopra, guardare lo show in una bara e bere sangue finto), ma non ha successo. Quindi, con l'aiuto dei membri del Club dei Becchini, Lucy fa una petizione per rimuovere Tristan dallo show e, nel prossimo episodio, Tristan scivola verso la sua morte con gran gioia di Lucy (e di Edwin) e con disperazione da parte di Lori e Leni, che se ne vanno piangendo. Tuttavia, nel prossimo episodio, Edwin si accorge dell'errore commesso nel aver cercato di scacciare via un parente che voleva solo passare del tempo con lei. Lucy, capendo il suo errore, chiede a Lori e Leni se vogliono vedere lo show con lei e le due aderiscono: Tristan le aveva spinte a vedere lo show, ma è stato il passare tempo con la loro sorella che le ha spinte a continuare a vedere la serie. Lucy si commuove e, con grande sorpresa, scopre che la sua petizione non ha avuto effetto: Tristan ritorna nello show, resuscitato dalla fidanzata di Edwin come vampiro.

## Mamma in pausa
Fare la madre di 5 Bambini,5 Ragazzi e 1 neonato, badare a quattro animali e un distratto marito è un lavoro pesante per Rita, tanto che, a suon di lasciare la macchina in parcheggi riservati quando molla i ragazzi a scuola ha accumulato così tante multe da non avere i soldi per pagarle. Il vigile, quindi, le consiglia di ripagare le multi tramite i lavori socialmente utili e Rita si ritrova a ripulire il parco e, nel giro di poco tempo, ha già finito e può concedersi una ben meritata pausa. Purtroppo, la gioia della pausa è così gustosa che Rita passa più tempo a prendere multe, fare lavori socialmente utili e rilassarsi anziché affrontare la scatenata dozzina, ma un'infrazione dopo l'altra, diventano pian piano crimini e Rita è portata in prigione. Tuttavia, dopo che l'agente realizza perché l'abbia fatto, decide di lasciar andare Rita, specie notando come la sua famiglia sia persa senza di lei.

## Ri-Unione insegnanti
Il Coach Pacowski è un insegnante di educazione fisica alquanto tremendo e talvolta crudele, ma tende a diventare un pezzo di pane davanti alla sua cotta, la maestra Johnson. Notando questa sua reazione, Lincoln ed i suoi amici progettano di farli mettere insieme in modo che le lezioni di ginnastica siano meno cruente. Tramite i consigli di Lori, Lincoln e Clyde trovano i punti forti del Coach e fanno in modo che la signora Johnson li venga a sapere: a quanto pare studia medicina, ha girato il mondo e possiede una barca. Con qualche piccolo aiuto, i due professori escono per un appuntamento, ma il giorno dopo, per quanto la lezione di educazione fisica non sia una carneficina, il coach è depresso: si scopre che in realtà, il Coach non ha uno yatch, ma vive su una barca con la madre, le sue foto che lo ritraggono giramondo sono lui davanti alle miniature del minigolf e il libro di medicina che leggeva è per capire cosa non andasse nel suo piede. I ragazzi ammettono di essere la causa del suo appuntamento andato a male e, furioso, il coach li insegue, diventando vittima del suo tremendo percorso a ostacoli e viene portato in infermeria, dove scopre dall'affascinante infermiera che anche lei frequenta il minigolf e se ne invaghisce.

## Aspirante poetessa
Luan ha un sogno ed è quello di essere la più giovane intrattenitrice a esibirsi nel teatro di Royal Woods e, per farlo, si fa conoscere in città come cabarettista volontaria in attività come intrattenitrice sugli autobus o alle case di riposo. Rincasando, Luan incappa in una depressa Lucy: ha appena subito il suo primo rifiuto quando ha cercato di pubblicare le sue poesie. Luan la consola, rivelando una scatola piena delle sue lettere di rifiuto, ma questo non le ha impedito di aprire la "affari divertenti Inc." e diventare famosa. Lucy si rincuora e chiede a Luan di farle da insegnante per la scalata al successo e, pian piano, Lucy riesce a farsi notare e affrontare il mondo dell'intrattenimento. Tuttavia, gli insegnamenti di Luan funzionano un po' troppo: Lucy è stata scelta per narrare le sue poesie al teatro di Royal Wood e, non accorgendosi di come Luan stia rodendo dall'invidia e dalla rabbia, continua a chiederle consigli su come affrontare il pubblico. Solo quando Lincoln gli spiega perché Luan pare così fredda Lucy decide allora di rinunciare allo spettacolo fingendosi malata, ma Luan, colpita dal gesto, decide di mettere da parte l'orgoglio personale e di mettere in pratica l'orgoglio del maestro, spingendo Lucy ad esibirsi.

## Lo scienziato pazzo
Lisa non ne può più dei suoi fratelli rumorosi e disturbatori e, durante un colloquio via video con dei colleghi scienziati, questi la invitano al proprio laboratorio privato dove svolgere le sue ricerche sulla relatività in santa pace. Lisa adora così tanto il suo nuovo spazio di lavoro che decide di viverci, comunicando la famiglia che se ne andrà via. Tuttavia, dopo una sola giornata e nottata, Lisa inizia a sentire la mancanza della famiglia: nessuno vuole discutere di TV, si mangiano solo pillole liofilizzate, nessuno che racconti la buona notte o che prepari un buon panino con marmellata. Lisa si pente della sua decisione, ma capisce che non può andarsene dei suoi colleghi senza ripercussioni sulla sua fama dicendo che preferisce la sua casa dopo aver elogiato il laboratorio, perciò utilizza i suoi studi sulla relatività per tornare indietro nel tempo e rifiutare la proposta di trasferimento.

## Notte in fattoria
Lincoln, Clyde, Rusty e Zach vengono invitati a passare una notte nella fattoria di Liam, ma quella notte, Ragazza-Jordan mette su una super-festa e i ragazzi sono tentatissimi dall'andarci, ma capiscono anche che non possono lasciare la festa di Liam e decidono di stare con lui. Quando poi Liam va a dormire, gli altri ne approfittano per godersi le ultime ore della festa di Jordan, ma finiscono in un guaio imbarazzante all'altro e se ne vanno mestamente dalla festa. Liam, al risveglio, rivela di sapere che i quattro se ne sono andati alla festa, ma accetta le loro scuse, specie per il fatto che perlomeno hanno deciso di mollarlo solo quando è andato a dormire e per il fatto che i loro imbarazzanti momenti sono stati una punizione sufficiente.

## Viaggio miraggio
- Titolo originale: Tripped!
- Diretto da: Kyle Marshall, Chris Savino
- Scritto da: Sammie Crowley, Whitney Wetta, Kevin Sullivan

### Trama
La famiglia festeggia per andare in vacanza perché la brocca dei soldi è piena e Lincoln dice che sono entusiasti perché stanno per fare una vera vacanza non una notte a casa della zia Ruth o in campeggio nel parcheggio di una chiesa e spiega che i soldi li hanno guadagnato grazie a qualche lavoretto come Lola e Lana vendono limonata, Luna fa la cantante di strada, Lynn Sr. e Lori gestiscono un camion Street food, Rita fa operazioni denti a tarda notte, Luan i suoi spettacoli con pagamento, Lucy con i funerali di pesci ha pagamento, Lynn libera il vialetto della Signora Parker dalla neve e riprende un barattolo di cetrioli, Lincoln consegna giornali , Lisa e Lily fanno la disco grazie ai soldi guadagnati hanno per una settimana al Resort Miraggio che è sul lago del Michigan con gite a cavallo, acqua scontri e 26 variazioni di caramello così continuano il coro poi Lynn Sr. e Rita mettono i bagagli poi dicono che la casa sarà sorvegliata da Signor Grouse e Clyde e i suoi papà si occuperanno dei loro animali poi prendono altri bagagli poi arrivano i bambini con tutti i loro bagagli e discutono con il padre poi Lisa riesce a mettere tutti i bagagli spiega come ha fatto ma tutti sono saliti in auto perché Lynn Sr. ha visto le recensioni e ha scoperto che l'hotel possiede una regola molto severa che dice che se non arrivano all'hotel per l'orario prestabilito le 8:00 le camere sono tolte prima di partire Lana prende i suoi animali e Rita i pannolini di Lily e la stessa Lily poi durante il viaggio incontrano un contadino che li superano così Lynn Sr. accelera ma dalla discesa non stabilmente Lisa lo ha avvertito si schiantato in una fossa Lana ripara subito Vanzilla ma mentre spiega di nuovo tutti salgono e Rita riprende Lily in auto poi fa un caldo esagerato Papà Loud cerca di usare l'aria condizionata ma purtroppo si è rotta nello schianto poi non vuole aprire i finestrini, poi annusano una puzza fatta da Lori perché mangiava fagioli e aprono i finestrini, poi si scontra con alcuni bagni chimici e perdono una portiera e la sostituiscono con la bara di Lucy, poi è ora di pranzo Lynn Sr. non vuole fare un'altra fermata e così mangiano panini alla lattuga e uova preparati da Leni e lanciati da Lynn ma dopo averli mangiati si sentono male e scoprono che Leni ha preparato i panini giorni fa rendendosi conto di aver mangiato cibo scaduto devono fermarsi ad una stazione di servizio per vomitare sulla strada incontrano il contadino che li ha superati si è guastata l'auto così lo aiutano ma purtroppo non mettono il freno a mano e finisce su una bisarca finito di aiutarlo si accorgono del errore lo inseguono poi cercano di usare il bus ma tutti i loro soldi erano su Vanzilla così vanno in un bar a fare un concerto che raccontano tutto ciò che è successo così accumulano soldi per il bus ma Luna rimane sul palco così la riprendono ma il bus parte e così salgono su un altro bus ma scoprono che è diretto verso un carcere e Leni libera un prigioniero poi cercano di avere un passaggio ma non ci riescono a causa della numerosità della famiglia Loud poi così Lincoln, Lynn Sr., Lori, Leni, Luna, Luan, Lynn, Lucy, Lana, Lola e Lisa sono nascosti mentre Rita e Lily attirano un passaggio ma gli altri escono allo scoperto ma poi Lana trova un biplano e lo ripara e Rita lo guida poi la famiglia incrocia la bisarca con Vanzilla così riprendono i bagagli e poi riprendono Vanzilla poi raggiungono il resort ma sono arrivati tardi e le camere sono state tolte e rivela che erano le 8:35 e l'orologio di Lynn Sr. si è rotto quando ha preso i suo bagagli fermandosi sulle 8:00 poi il contadino che rivela di essere una celebrità ha prenotato l'intero ultimo piano li ospita da lui per il loro aiuto.

## Bugie di legno
Lincoln deve costruire uno sgabello con il legno, ma siccome lo detesta si fa aiutare dalla mamma.

## Fuga dalle termiti
A casa Loud ci sono le termiti e quindi devono ristrutturare. Così metà famiglia va dalla zia Ruth e metà alla casa di riposo del nonno.

## Il nuovo papà
Lynn Sr. affida Lily al Sig. Grouse, ma non immagina che la neonata...

## Un record perfetto
Resosi conto che nella sua carriera scolastica ha fatto 1 giorno di assenza, Clyde deve mentire per poter rimanere l'assistente privilegiato del preside.

## Aspirante babysitter
Lori, Leni, Luna e Luan sono ostili a far diventare babysitter Lynn per il suo carattere rude e tosto, preferendo Lincoln.

## Stella del mio cuore
Alla scuola di Royal Woods arriva una nuova ragazza, Stella. Lincoln, Clyde, Rusty, Liam e Zach, dopo alcuni inviti da parte della ragazza, credono che Stella sia innamorata di tutti e cinque.

## La casa delle menzogne
Lisa si accorge che la famiglia dice troppe bugie e quindi crea degli occhiali (e poi delle telecamere) capta-bugie.

## Game boys
Clyde accetta controvoglia di prestare la sua console a Lincoln per una domenica, poiché preoccupato che l'amico o le sue sorelle la possano distruggere.

## Spie per amore
Ronnie Anne va a fare un giro in città da sola e, nonostante il permesso della mamma, la famiglia è preoccupata quindi incaricano Carlota e Carl di spiarla.

## Relazione a distanza
Lori e Bobby sono preoccupati per la loro relazione.

## Tutti amano Leni
Leni è indecisa se uscire di più con le amiche di scuola o gli amici di lavoro, quindi prova a unirli per creare un unico gruppo.

## Ragazzi delle medie
Lincoln e Clyde passano un giorno alla scuola media e Lynn gli mostra come dovanno essere duri. Ma la ragazza lo ha fatto perché nasconde un segreto sul suo primo giorno alle medie.

## Ore di paura
Lincoln e Clyde, per non dimostrare di essere fifoni davanti 3 ragazzi della loro classe, dicono di dover andare alla Casa dell'Orrore. Impauriti, le sorelle guidate da Lucy li aiutano.

## Bambole e tè
Lucy trova in soffitta una vecchia bambola della bisnonna e Lola vorrebbe farle fare l'ora del tè, insieme alle sue bambole, ma la sorella glielo vieta.

## Ringraziamento dai Loud
Lori e Bobby devono affrontare il primo ringraziamento separati, quindi propongono che uno/a di loro vada a festeggiare con la famiglia dell'altro/a. I Loud e i Casagrande però origliano la conversazione...

## Loud Music
Luna vuole partecipare ad un concorso musicale americano, ma è indecisa se cantare il suo brano (Play It Loud) o uno che piaccia alla gente.

## Prevedibile e noioso
Lincoln decide di cambiare il look e le sue azioni quotidiane, per non essere troppo prevedibile e noioso.

## La casa dei preferiti
Papà Loud cerca di passare più tempo possibile con ogni figlia, per non far credere di averne una preferita.

## Cucina da incubo
Il ristorante di papà Loud, Lynn's Table, sta per aprire e tutto va a gonfie vele. Ma Lincoln e le sorelle, invece di creare una promozione unica, ne creano tante e il povero Lynn non sa che fare.

## Il club degli scrittori
Il gruppo dark di Lucy si iscrive al gruppo degli scrittori, ma il preside li assilla solo con le sue regole ortografiche. Così entra in campo Mamma Loud.

## Due cuori in gara
Accade l'annuale sfida cittadina, dove Lynn è stata bandita e Luna vuole partecipare con la cotta Sam. Le sorelle maggiori (Lori e Leni) l'aiutano.

## Ansia da palcoscenico
Luan entra a far parte di un corso teatrale con la sua cotta Benny. Ma i due interpreteranno Romeo e Giulietta e Luan si mette in ansia quando deve baciarlo.

## Antiquariato e magia
Clyde si appassiona all'antiquariato e inizia a uscire con Zach, appassionatosi anch'egli. Lincoln però nota che passano troppo tempo insieme e quindi chiede a Rusty, Liam e Stella di uscire con lui.